# StarOffice
StarOffice (также известен как Oracle Open Office) — проприетарный офисный пакет, изначально разрабатывался немецкой компанией Star Division, которую в 1999 году приобрела компания Sun Microsystems. После приобретения компании Sun Microsystems корпорацией Oracle название продукта было изменено на «Oracle Open Office». Первый серьёзный аналог офисного пакета Microsoft Office. Стал основой для создания OpenOffice.org и других офисных пакетов на его основе.
Поддерживаемые операционные системы: Linux, macOS, Solaris и Windows. StarOffice 8 являлся бесплатным дополнением к Solaris 10 на платформах SPARC и x86/x64, его можно скачать вместе с дистрибутивом операционной системы.

## История
Создание офисного пакета StarOffice началось с появления в 1985 году текстового процессора StarWriter.
Первая версия под названием StarOffice 3.0 была выпущена в 1995 году. К тому времени в середине восьмидесятых уже были поставлены на поток такие модули, как StarWriter и StarCalc.
После покупки Star Division корпорацией Sun Microsystems осенью 1999 года исходный код офисного пакета, за исключением закрытых проприетарных компонентов, был открыт и 13 октября 2000 года опубликован в виде проекта OpenOffice.org.
В июне 2000 года, уже под торговой маркой Sun, вышел StarOffice 5.2 под MS Windows, Linux и Solaris.
Начиная с версии 6.0 StarOffice выходил на основе OpenOffice.org с дополнительными проприетарными компонентами.
27 сентября 2005 года вышла новая версия офисного пакета StarOffice 8.0.
17 ноября 2008 года вышла последняя версия компании Sun Microsystems - StarOffice 9.0
После приобретения в 2010 году компании Sun Microsystems корпорацией Oracle название продукта было изменено на Oracle Open Office. Система Oracle Open Office представляет собой полнофункциональный офисный комплект высокой производительности. В данном комплекте используется формат OpenDocument (ODF) для сохранения документов и предусмотрены функции открытия, редактирования и сохранения документов Microsoft Office. Кроме всего прочего в офисный пакет Oracle Open Office входит бесплатный инструмент импорта и экспорта PDF-документов.
15 декабря 2010 года был анонсирован выход Oracle Open Office 3.3 Эта версия стала последней коммерческой версией OpenOffice.
15 апреля 2011 года Oracle объявила о закрытии продаж коммерческой версии офисного пакета, открытии кода всех закрытых компонентов и включении их в OpenOffice.org.

## Компоненты
Офисный пакет состоит из следующих компонентов:
- Writer — текстовый процессор, аналог Microsoft Word;
- Calc — табличный процессор, аналог Microsoft Excel;
- Impress — инструмент подготовки презентаций, аналог Microsoft PowerPoint;
- Base — система управления базами данных, аналог Microsoft Access;
- Draw — векторный графический редактор;
- Math — редактор формул.

## История версий
| Версия                 | Дата выхода | OOo версия | Описание |
| ---------------------- | ----------- | ---------- | --- |
| 1.0                    | 1985        |            | StarWriter для DOS.                                                                                           |
| 2.0                    | 1994        |            | StarWriter, StarCalc и StarBase для Windows 3.1                                                               |
| 3.0                    | 1995        |            | StarWriter, StarCalc, StarDraw, StarImage, StarChart. DOS, Windows 3.1, OS/2, Solaris SPARC, Power Macintosh. |
| 3.1                    | 1996-07     |            | Поддержка операционной системы Linux                                                                          |
| 4.0                    | 1997        |            | |
| 5.0                    | 1998-11     |            | |
| 5.1                    | 1999-05-20  |            | |
| 5.2                    | 2000-06-20  |            | Первый выпуск от компании Sun                                                                                 |
| 6.0                    | 2002-05     | 1.0        | |
| 7.0                    | 2003-11-14  | 1.1-2.4    | |
| 8.0                    | 2005-09-27  | 2.0-2.4    | |
| 9.0                    | 2008-11-17  | 3.0-3.2    | |
| Oracle Open Office 3.3 | 2010-12-15  | 3.3 beta   | Последний выпуск                                                                                              |

### StarOffice 1.0
Первый выпуск офисного приложения StarOffice включал в себя: StarWriter compact, StarBase 1.0 и StarDraw 1.0. Версии для DOS.

### StarOffice 3
StarOffice 3.0 включал в себя: StarWriter 3.0, StarCalc 3.0, StarDraw 3.0, StarImage, StarChart. Поддерживаемые ОС: DOS, Windows 3.1, OS/2, Solaris Sparc. Поддержка Power Mac beta была представлена в 1996 году.

#### 3.1
Поддерживаемые ОС: Windows 3.1/95, OS/2 (16-bit), Linux i386, Solaris Sparc/x86, Mac OS 7.5 – 8.0.

### StarOffice 4.0
Поддерживаемые ОС: Windows 3.1/95, OS/2, Linux i386, Solaris Sparc/x86, Mac OS (beta).

### StarOffice 5
5.0 вышел в конце ноября 1998. Поддерживаемые ОС: Windows 95/NT 3.51, OS/2, Linux i386, Solaris Sparc/x86.

#### 5.1
5.1 вышел 20 мая 1999. Поддерживаемые ОС: Windows 95, OS/2, Linux i386, Solaris Sparc/x86.

#### 5.2
5.2 вышел 20 июня 2000. Компания Sun предложила StarOffice 5.2 для бесплатного скачивания (для личного использования), и вскоре пройдя аналогичную процедуру лицензирования, как Netscape, у Mozilla, выпустила StarOffice с исходным кодом под лицензией свободного ПО. В результате ответвление СПО продолжило развиваться как OpenOffice.org, основной вклад в развитие которого вносила корпорация Sun и сообщество OpenOffice.org. Sun then took "snapshots" of the OpenOffice.org code base, integrated proprietary and third-party code modules, and marketed the package commercially.
StarOffice 5.2 последняя версия которая содержала программы, обозначенные как Старые не имеющие продолжения компоненты.
Поддерживаемые ОС: MS Windows 95, 98, NT, 2000; Linux i386; Solaris Sparc/x86.

### StarOffice 6
Бета версию 6.0 (основанную на OpenOffice.org 638c) представили в октябре 2001; the final 6.0 (based on OpenOffice.org 1.0) was released in May 2002.
Была добавлена поддержка формата OpenOffice.org XML.
Поддерживаемые ОС: Windows 95, Linux i386, Solaris Sparc/x86. Версии OpenOffice.org также поддерживались: Windows ME/2000 для версий Asian/CJK, generic Linux 2.2.13 с glibc2 2.1.3, Solaris 7 SPARC (8 для Азиатских версий).

### StarOffice 7
Основан на OpenOffice.org 1.1. Выпущен 14 ноября 2003.
Поддерживаемые ОС: Windows 98, Linux i386, Solaris 8 Sparc/x86. OpenOffice.org также поддерживался: Linux with Glibc 2.2.0, Mac OS X 10.2 для PowerPC с X11 в OOо 1.1.2.
Пятое обновление: добавлена ОС Windows NT 4.0 а также добавлена поддержка формата ODF.
Обновления с 6 по 8 основаны на OpenOffice.org 2.1. В OOо добавили поддержку ОС: Mac OS X 10.3 для PowerPC, и Mac OS X 10.4 для x86.
Обновления с 9 по 11 основаны на OpenOffice.org 2.2. К новшествам можно отнести: поддержку интеграции с Windows Vista, а также экспорт в формате PDF.
Обновление 12 было основано на OpenOffice.org 2.4. Добавлена поддержка: Linux x86-64, Linux MIPS, Linux S390, Mac OS X x86/PPC (версия 10.4 и выше). К новшествам можно отнести: сортировку в Calc, блочное выделение в текстовых документах, новый фильт импорта, улучшенную безопасность и т.д.

### StarOffice 8
Sun выпустил StarOffice 8 (основан на коде OpenOffice.org 2.0) - 27 September 2005, добавлена поддержка ODF и ряд других улучшений.
Поддерживаемые ОС: Windows 98/2000 (Service Pack 2 и выше), Linux i386, Solaris 8 Sparc/x86.
Обновления со 2 по 5 основаны на OpenOffice.org 2.1.
Обновления 6–7 основаны на OpenOffice.org 2.2. К улучшениям можно отнести: улучшенную интеграцию с Windows Vista и экспорт PDF.
Обновления 8–9 основаны на OpenOffice.org 2.3. Основные изменения: "закладки" при экспорте в PDF, MediaWiki экспорт во Writer.
Обновления 10–11 основаны на OpenOffice.org 2.4. Основные изменения: улучшения в импорте и сортировки в Calc, блочное выделение в текстовых документах, новый фильтр для импаорта, улучшена безопасность и т.д.

### StarOffice 9
StarOffice 9 вышел 17 ноября 2008, была добавлена поддержка стандарта OpenDocument версии 1.2, файлов Microsoft Office 2007, проведены другие улучшения.
Он основан на OpenOffice.org 3.0.
Поддерживаемые ОС: Windows 2000 (Service Pack 2 и выше), Mac OS X 10.4 (Intel версии), Linux 2.4 i386 с glibc2 версии 2.3.2 и выше, gtk версии 2.2.0 и выше, Solaris 10 для Sparc/x86. OOо также поддерживался Mac OS X PPC и generic Linux.
Первое обновление основано на OpenOffice.org 3.0.1, которое добавило улучшение в менеджер расширений, но расширения нуждались в новом формате.
Второе обновление основано на OpenOffice.org 3.1.0
Третье обновление основано на OpenOffice.org 3.1.1
Четвёртое обновление основано на OpenOffice.org 3.2

### Oracle Open Office
В январе 2010 корпорация Oracle купила компанию Sun и переименовала StarOffice в Oracle Open Office.
15 декабря 2010 Oracle выпустила Oracle Open Office 3.3, основанный на OpenOffice.org 3.3 beta, и онлайн-версию, названную Oracle Cloud Office. Офисное приложение было выпущено в двух версиях за 39 € и 49,95 €.

## Ответвления
StarOffice стал основой для создания OpenOffice.org, на основе которого, в силу разных причин, появились сторонние ответвления: Go-oo, LibreOffice и другие.

## Отличия от OpenOffice.org
Начиная с версии 6.0, StarOffice основывался на свободном OpenOffice.org и включал в себя следующие дополнительные проприетарные компоненты и возможности:
- Несколько метрически совместимых Unicode TrueType шрифтов для лучшего вида при мелких размерах шрифта
- 12 латинских шрифтов (включая Andale Sans, Arial Narrow, Arial Black, Broadway, Garamond, Imprint MT Shadow, Kidprint, Palace Script, Sheffield) и 7 азиатских шрифтов
- база данных Adabas D
- шаблоны и типовые документы Oracle Open Office
- Большая галерея клип-арта
- Возможности сортировки для азиатских языков
- Фильтры файлов для старых текстовых форматов (включая EBCDIC)
- Расширенные возможности проверки орфографии (обратите внимание, что OpenOffice.org также имеет проверку орфографии) и тезаурус
- Менеджер конфигурации Oracle Open Office
- Макро-конвертер для преобразования VBA-макросов Microsoft Office в StarBasic